# تاریخچه انیمه

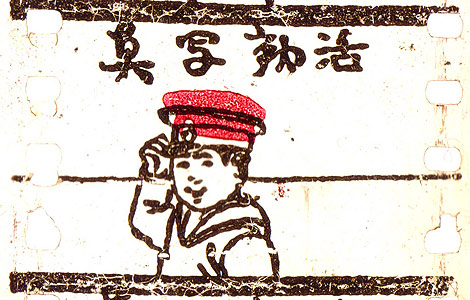
تاریخچه انیمه

تاریخچه انیمه از اوایل قرن بیستم و با نخستین فیلم‌های سال ۱۹۱۷ آغاز می‌شود.
نخستین نسل از انیماتورهای در اواخر 1910s شامل Ōten Shimokawaهای Jun'ichi Kōuchi و Seitaro Kitayamaمعمولا به عنوان «پدران» انیمیشن. فیلم‌های تبلیغاتیمانند Momotarō هیچ Umiwashi (1943) و Momotarō: Umi no Shinpei (1945) دومی اینکه نخستین انیمیشن از ویژگی‌های فیلم ساخته شد در طول جنگ جهانی دوماست. در طول دهه ۱۹۷۰ انیمیشن توسعه یافته بیشتر با الهام از انیماتورهای دیزنی جدا کردن خود از آن ریشه‌های غربی و در حال توسعه مجزا ژانرهای مانند ویژگی و فوق‌العاده ربات subgenre. معمولی نشان می‌دهد از این دوره عبارتند از: Astro Boyبا Lupin III و Mazinger Zاست. در این دوره چند فیلمسازان مشهور شد به ویژه هایائو میازاکی و Mamoru Oshii.
در 1980s انیمیشن شد جریان اصلی در ژاپنتجربه رونق در تولید با افزایش محبوبیت انیمیشن مانند Gundamهای Macrossهای توپ اژدهاو ژانرهای مانند واقعی رباتهای فضایی اپرا و cyberpunk. Space Battleship Yamato و Super Dimension Fortress Macross نیز به دست آورد پس از موفقیت در سراسر جهان اقتباس شده بود به عنوان ستاره تریل و Robotech.
فیلم Akira رکورد در سال ۱۹۸۸ برای هزینه‌های تولید یک فیلم انیمیشن و رفت و تبدیل به موفقیت بین‌المللی است. بعد در سال ۲۰۰۴ همان سازندگان تولید Steamboyکه در زمان بیش به عنوان گران‌بها‌ترین فیلم انیمیشن. Spirited Away مشترک این جایزه برای نخستین بار در سال ۲۰۰۲ جشنواره فیلم برلین و برنده سال ۲۰۰۳ جایزه اسکار برای بهترین انیمیشن از ویژگی‌های در حالی که بی گناهی: Ghost in the Shell برجسته بود در سال ۲۰۰۴ در جشنواره فیلم کن.

## ریشه‌های انیمیشن (اوایل دهه ۱۹۰۰–۱۹۲۲)
با نگر به گفته‌های Natsuki Matsumoto نخستین انیمیشن ساخته شده در ژاپن، اوایل سال ۱۹۰۷ بوده که با نام: Katsudō Sashin 活動写真,Activity pool شناخته می‌شود. با توجه به تصویر نمایش، پسری در لباس ملوانی دیده می‌شود که حروف"Katudō Sashin" را می‌نویسد، این اثر برای نخستین بار در سال ۲۰۰۵ پیدا شد. این فیلم چند ثانیه‌ای از ۵۰ فریم تشکیل شده‌است که با استفاده از شابلون بر روی سلولوید به صورت مستقیم نقاشی شده. این ادعا هنوز مورد تأیید واقع نشده که این نمایش پیش از نمایش نخستین اثر انیمیشن در ژاپن رخ داده. تاریخ و نخستین فیلمی که به صورت عمومی پخش شد مسئله‌ای دیگر از مشاجره‌ها است:هنگامی که قطعاً اثری ساختهٔ ژاپن به پیش از ۱۹۱۷ برنمی‌گردد، امکان دارد که آثاری از دیگر فیلم‌ها وارد ژاپن شده باشد که هنوز مدرکی وجود ندارد که بگوید پیش از ۱۹۱۲ چیزی پخش شده باشد. نخستین انیمیشن خارجی یافت شده برای نخستین بار در ژاپن در سال ۱۹۱۰ بوده که هنوز دانسته نیست که این فیلم به گونه‌ی عمومی یا در سینما پخش شده یا نه!
Yasushi Watanabe فیلمی را با عنوان: "不思議のボールド" Fushigi nobōrudo Miracle Board در اطلاعات ذخیره شدهٔ شرکت 吉沢商店 Yoshizawa Shōten پیدا کرده بود که توضیحات فیلم تمامی اطلاعات و توصیفات اثر James Blackton که مراحل خنده‌دار چهره‌های جالب بود را داشت، البته تصدیق آکادمی بر روی این موضوع است که آیا این یک انیمیشن واگذار شده‌است یا خیر. با توجه به گفته‌های Kyokko Yoshigama نخستین فیلم انیمیشنی با نام:ニッパールの変形 Nippaaru's Transformation شناخته می‌شود که در ۱۹۱۱ در توکیو ژاپن در Asakusa Teikakukan به نمایش گذاشته شد. نخستین فیلم کارتونی تأیید شده که در ژاپن پخش شده،Les exploits de fen follet که ساختهٔ Émele Cohl در ۱۵ آوریل ۱۹۱۲ بود. در حالی که حدس‌ها و گمان‌های بیشتری و "Trick film"های فراوانی یافت شدند، این نخستین سند ثبت شده مبنی بر نمایش فیلم کارتونی ۲بعدی در سینمای ژاپن است. در این هنگام انیمیشن‌های آلمانی که برای پخش در کشور مادری بودند در ژاپن
ساخته می‌شد.
تعداد اندکی از انیمیشن‌های ساخته شده در زمان نخستین ساخته‌های ژاپنی توانسته‌اند سالم بمانند. علت‌های متفاوتی برای از بین رفتن هر کدام وجود دارد که بیشتر آن‌ها به دلیل مسائل بازرگانی بودند. بعد از آنکه کلیپ‌ها به نمایش گذاشته می‌شدند، حلقهٔ فیلم‌ها که جزئی از اموال سینما به حساب می‌آمدند به سینماهای کوچک‌تر در کشور فروخته می‌شد و بعدها قطعه‌ها را جدا می‌کردند و به صورت خام یا تک فریم می‌فروختند. نخستین انیمه که در ژاپن تولید شد بر می‌گردد به سال‌های ۱۹۱۷ ولی این موضوع مورد مشاجره قرار گرفته‌است که این اثر افتخار نخستین بودن را به خود اختصاص داده. .
موضوع تولید: Dekobō shingachō – Meian no shippai 凸坊新画帳・名案の失敗 Bumpy new picture book – Failure of a great plan که تقریباً فوریه ۱۹۱۷ ساخته شده مورد تأیید قرار گرفته! حداقل ۲ عنوان دیگر که هنوز تأیید نشده‌اند وجود دارد که ادعا دارند ۲ ماه پیش تر از این موضوع ساخته شده‌اند. نخستین انیمه‌های کوتاه توسط ۳ شخصیت اصلی در تولید ساخته شده‌اند. Ōten Shimokawa یک کاریکاتوریست سیاسی و یک نقاش کارتون بود که برای مجلهٔ Tokyo Puck کار می‌کرد. او توسط Tenkatsu استخدام شد تا برای آن‌ها انیمیشن درست کند. به دلیل موارد پزشکی او تنها توانست ۵ فیلم به اضافه‌ی: Imokawa Mukuzo Genkanban no Maki 1917 را بسازد، پیش از آنکه به کار پیشی خود برگردد. یک انیماتور برجستهٔ دیگر در آن دوره Jun'ichi Kōuchi بود. او نیز یک کارکاتوریست و نقاش بود، کسی که در حوزهٔ نقاشی آبرنگ تحصیل کرده بود. در ۱۹۱۲ او وارد بخش کارتون شد و سال‌ها بعد برای یک انیمیشن توسط Kobayashi Shoka در ۱۹۱۶ استخدام شد. او در حال بهترین انیماتور دهه‌های ۱۹۰۰ به‌شمار می‌آید. کارهایش شامل ۱۵ فیلم بودند. سومین نفر Seitaro Kitayama بود، یک انیماتور جوان که کارهایش همگی برای خودش بودند و توسط نهادهای بزرگتر استخدام نشده بود. او در نهایت استودیوی انیمیشن سازی خود را ساخت که با نام Kitayoma Eiga Seisakujo شناخته می‌شد و سال‌ها بعد به دلیل موفق نبودن در تبلیغات بسته شد. او تکنیک Chalkboard را شخصی‌سازی کرد و بعداً انیمیشن‌های کاغذی، همراه با پس‌زمینه پرینت شده و بدون آن را ابداً کرد. کارهای این دو پیشگام نام برده شده در آخر شامل: Namakura Gatana An obtuse sword,1917 و فیلمی در سال ۱۹۱۸ به نام Urashima Tarō که هر دو در سال ۲۰۰۷ در یک فروشگاه اتیقه فروشی یافت شدند.

## ساخته‌های پیش از جنگ از ۱۹۲۳ تا ۱۹۳۹
آقای Yasuji Murata , Sanae Yamamoto و Noburō Ōfuji و Hakuzan Kimura همگی شاگردان Kitayama Seitaro بودند و در استودیوی فیلم‌سازی او کار می‌کردند. آقای Kenzō Masaoka که یک انیماتور مهم دیگر بود در استودیوی انیمیشن سازی کوچک‌تری کار می‌کرد. در سال ۱۹۲۳ زمین لرزه بزرگی به نام Kentō بیشتر استودیوی Kitayama را نابود کرد و انیماتورهای جمع شده را از هم جدا کرد و هر یک استودیوی خود را ساختند.
انیماتورهای پیش از جنگ مشکلاتی را داشتند و اول آنکه باید با سازندگان خارجی رقابت می‌کردند، مانند دیزنی که کارهایش هم بر روی سازنده و هم بیننده تأثیرگذار بودند. فیلم‌های دیزنی توانسته بود در بازارهای خارجی سودی را بدست بیاورد و حتی با قیمت‌های پایین‌تری از تولیدات داخلی ژاپن به فروش برسد، قیمتی که حتی از هزینه‌های تولید کمتر بود. به همین دلیل سازندگان ژاپنی مجبور بودند با حقوق خیلی کمی در کمپانی‌های کوچک و با تعداد انگشت شماری کارمند کار کنند که باعث سخت‌تر شدن رسیدن به کیفیت کالای خارجی برای رقابت می‌شد که شامل رنگبندی و صداگذاری و ارتقا سطح کاری توسط شرکت‌های بزرگ‌تر بودند. تا اواسط دهه سوم قرن ۲۰ انیمیشن‌های ژاپنی از سیستم "Cutout Animation" یا همان برش کاغذی و فریم استفاده می‌کردند و آن هم به خاطر گران بودن سلولوید بود. این در انیمیشن به نظر اشتقاقی و سطحی (در هنگامی که حرکت رو به جلو یا عقب سخت بود) می‌آمد و فاقد جزئیات بود. اما از آنجایی که انیماتورهای توانسته بودند این محدودیت را تبدیل به یک موقعیت کنند، بزرگانی چون:آقای Yasuji Murata و Noburō Ōfuji توانستند شگفتی‌هایی را توسط برش کاغذی به وجود بیاورند.
البته انیماتورهایی مثل Kenzō Masaoka و Mitsuyo Seo سعی کردند انیمیشن‌های ژاپنی را با کیفیت خارجی تولید کنند با استفاده از انیمیشن سلولویدی، صدا دار بودن و تکنولوژی جدید مثل دوربین‌های چندباله (Multiple Camera). Masaoka نخستین انیمه سخنگو که با نام Chikara to Onna no Yo no Naka شناخته می‌شود را ساخت که در سال ۱۹۳۳ پخش شد و نخستین انیمه ای که تماماً از سلولوید در ساخت آن استفاده شده بود به نام The Dance of Chagamas است. Seo نخستین نفری بود که از دوربین چندباله در ساختن Ari chan در ۱۹۴۱ استفاده نمود.
همچین نوآوری‌هایی برای آنکه هزینه‌های تولیدشان تنها از راه فروش و تبلیغات تأمین شود کار بسیار سختی بود به همین دلیل انیمیشن‌های پیش از جنگ به اسپانسرهایی هم نیاز داشتند؛ و این در هنگامی بود که انیماتورها در برخی مواقع فیلم‌های ارتباط مردمی برای شرکت‌ها، آموزشی برای دولت، و در نهایت تبلیغاتی برای ارتش درست می‌کردند. در این هنگام سانسورها و ارتباطات مدرسه ای باعث شد تا بچه‌ها از دیدن فیلم‌ها لذت نبرند و سپس انیمه‌هایی که بار آموزشی داشتند توسط Monbusho (وزارت آموزش) تشویق می‌شدند. این برای کسانی که در صنعت ساخت و تولید انیمیشن به مشکل خورده بودند یک مهم بود که نشان می‌داد می‌توانستند کارهایشان را در صنایع آموزشی مدارس، سیاست و صنعتی به نمایش بگذارند و جایگاه خود را در بین این‌ها پیدا کردند.

## در دوران جنگ جهانی دوم
در دهه ۱۹۳۰, دولت ژاپن برنامه‌هایی را ب منظور احیای فرهنگ ملی خود آغاز کرد. این جریان منجر ب کنترل شدید رسانه‌های انتشاری و سانسورهای سخت گیرانه گردید. از انیماتورهای بسیاری درخواست شد تا انیمه‌هایی با تأکید بر روح فرهنگ ژاپن و تعصب ملی تولید کنند. بعد از قانون ۱۹۳۹ فیلم‌های مستند و آموزشی دیگری ساخته شد و اکران فیلم‌ها در تئاترهای خبری افزایش یافت. این حمایت‌ها سبب پیشرفت صنعتی شد .. طوریکه کمپانی‌های بزرگ و بزرگتر از ادغام شرکت‌ها تشکیل شدند. استودیوهای لایو اکشن مثل Shochika در این جریان شکل گرفتند. کارهای استادانه ای نظیر Kenzo masaoka's kumo to churippu در Shochiku تولید شدند. موقعیت جنگ سبب شد تا این صنعت مجدداً بازسازی شود و شکل تازه ای ب خود بگیرد ازجمله این تغییرات ادغام استودیوهای فیلم‌سازی و تبدیل آن‌ها به سه کمپانی بزرگ بود.
انیمه‌های بیشتری به سفارش ارتش تولید شدند تا پیروزی ملت هوشمند ژاپن را در مقابل نیروهای دشمن ب تصویر بکشند. در سال ۱۹۴۳, Geiju Eigasha با کمک Navy عقاب‌های دریا ی Mitsuyo Seo Momotare را تولید کرد. پس از آن Shochiku باردیگر از Navy کمک گرفت و در سال ۱۹۴۵ نخستین فیلم ژاپنی متحرک با کیفیت رئال را با نام جنگجویان الهی دریای Seo Momotaro تولید نمود. عنوان نخستین انیمه آسیایی جالب توجه به پرنسس Iron Fan تعلق گرفت که در چین تولید شد. این انیمه محصول سال ۱۹۴۱ می‌باشد. ب دلیل مسائل اقتصادی، ژاپن تا مدت زیادی پس از جنگ پا ب عرصه ننهاد ولی در ادامه این ژاپن بود که با بهترین و دردسترس‌ترین منابع به گسترش هرچه بیشتر این صنعت پرداخت.

## شرکت Toei Animation و Mushi Production
استودیو انیمیشن Toei در سال ۱۹۴۸ تأسیس شد. نخستین انیمه رنگی با نام Hakujaden (افسانهٔ مار سفید، ۱۹۵۸) توسط این شرکت ساخته شد. این انیمه در سال ۱۹۶۱ با نام پاندا و مار جادویی در آمریکا منتشر شد. بعد از موفقیت این پروژه، Toie هر ساله یک انیمیشن بلند جدید منتشر می‌کرد. سبک Toei سرمشقی بود برای انیماتورهایی که ایده‌هایشان را به واقعیت بدل می‌کردند. بارزترین نمونه این تأثیر را می‌توان در فیلمی Hols :به نام شاهزاده خورشید ساختهٔ Isao Takahat مشاهده نمود.
غالباً از Hols به عنوان نخستین جهش بزرگ از سبک مبتدی و عادی انیمه و آغازگر مکتبی که بعدها سبک آتوریستیک (نظریه مؤلف) یا انیمهٔ پیشرفته نامیده شد یاد می‌شود. این سبک کارگردانانی همچون Hayao Miyazaki(خالق Spirited away) و Mamoru Oshii دربرمیگیرد.
سبک Toei با توسعهٔ مانی شات (فیلم‌برداری از صحنه‌های بارزش) سهم عمده ای در پیشرفت انیمه مدرن داشت. این روش سبب کاهش هزینه و افزایش توجه به کیفت و جزئیات قسمت‌های مهم داستان در مقایسه با دیگر قسمت‌ها گردید. (البته اغلب سبب ایجاد محدودیت‌هایی در انیمیشن می‌شد). Yasuo o tsuka، انیماتور Toei شروع به آزمایش این سبک نمود و تا ورود به تلویزیون آن را توسعه داد. در دهه 1980, Toei دستاوردهایش را در اختیار کمپانی‌های دیگر از جمله Snbow Production, Marvel Production, DiC Entertainment, Myrakami-Wolf-Swenson, Ruby Spears و Hanna Barbera گذاشت. در این دوره کارتون‌های انیمه ای متعددی برای آمریکا ساخته شد. در دهه ۱۹۸۰ استودیوهای دیگری مثل TMS Entertaining نیز مورد استفاده قرار گرفتند. این امر موجب شد تا استودیوهای آسیایی بیش از پیش برای تولید انیمه ای خارجی مورد استفاده قرار گیرند. البته این کمپانی‌ها همچنان به تولید انیمه برای مردم ژاپن ادامه دادند. Osamu Tezuka بعد از اتمام قراردادش با انیمیشن Toei در سال ۱۹۶۱ اقدام به تأسیس Mushi Production کرد. این استودیو پیشتاز انیمه‌های تلویزیونی در ژاپن بوده و هم چنین افتخار تولید سری انیمه‌های تلویزیونی موفق همچون
Astro boy, Kimba the White Lion, Goku no Daikoben و Princess knight (پسر آسترو، کیمبا شیر سفید، Goku no Daikoben و شوالیه شاهزاده) را داشته‌است. نخستین انیمه پخش شده در ایالات متحده آمریکا نیز توسط این استودیو تولید گردید. (در شبکه NBC سال ۱۹۶۳) هرچند Osamu Tezuka در خصوص محدودیت‌های تلویزیون US و تغییرات لازم برای پخش گلایه‌هایی داشت.

## انیمه در دهه ۶۰
دهه ۱۹۶۰-در دهه ۱۹۶۰ انیمه به تلویزیون آمریکا پا نهاد. در سال ۱۹۶۰ نخستین فیلم انیمه ای به نام سه افسانه (Three tales) پخش شد. در سال بعد شاهد پخش نخستین انیمه تلویزیونی ژاپن ب نام حافظه کوتاه مدت/تاریخ سریع (Instant History) بودیم. البته همه قسمت‌های آن انیمیش نبود. اغلب گفته می‌شود که Tetsuwan Atom (پسر آسترو (Astro boy)) اثر Osamu Tezuka نخستین مجموعه از انیمه‌های تلویزیونی نبوده‌است. این انیمه در ۱ ژانویه ۱۹۶۳ عرضه شده‌است.
در سال ۱۹۶۳ Sennin Buraku به عنوان نخستین انیمه late night و Wolf Boy Ken نخستین مجموعه تلویزیونی از Toei Doga معرفی شدند. Mushi Pro به ساخت انیمه‌های بیشتر ادامه دادند و موفقیت‌هایی نیز کسب کردند. از جمله مجموعه‌های موفق Mushi, شیر سفید Kimba ساخت سال ۱۹۶۵ بود. جادوگر Sally نخستین انیمه جادوگری دخترانه بود ک در سال ۱۹۶۶ شروع به پخش کرد. نسخه اصلی انیمه تلویزیونی مسابقه سرعت (speed racer) در سال ۱۹۶۷ شروع شد و با موفقیتی بزرگ به West White آورده شد. در همان زمان انیمه ای با اقتباس از شوالیه شاهزاده (princess knight) اثر Tezuka پخش شد. این انیمه از معدود انیمه‌های shoujo دهه خود گردید. دو سال بعد از ساخت یک فیلم اقتباسی، نخستین انیمهٔ اقتباسی در سال ۱۹۶۸ از مانگای Cyborg 009 اثر Shotaro Ishinomri ساخته شد
Sazae-san انیمه ای بلند اجرا است که در ۱۹۶۹ شروع شد و تا به امروز ادامه یافته‌است. تا سال ۲۰۱۴, ۶۵۰۰ قسمت از این انیمه پخش شده‌است و به نظر ۲۵ درصد از مخاطبان هنوز محبوب‌ترین انیمه پخش شده‌است.

## انیمه در دهه ۷۰
در طول دهه ۱۹۷۰، بازار ساخت فیلم در ژاپن به دلیل رقابت با تلویزیون کاهش پیدا کرد. این امر باعث شد تا پرسنل و بسیاری از انیماتورهای Toei animation به استودیوهای همچون A Pro و Telecom animation بروند. کمپانی Mushi Production ورشکسته شد (هر چند که ۴ سال بعد دوباره احیا شد)، و کارکنانش استودیوهای همچون Madhouse و Sunrise را ایجاد کردند. بسیاری از انیماتورهای جوان مجبور شدند به عنوان کارگردان فعالیت کنند و این استعدادهای جوان باعث شدند تا صنعت انیمه تجربیات مختلفی را بدست آورد. یکی از سری‌های تلویزیونی موفق در اوایل دهه 70 Tomorrow's Joe بود، یک انیمهٔ ورزشی دربارهٔ بوکس که جزو انیمه‌های معروف ژاپن شد. در سال ۱۹۷۱ نخستین سری انیمهٔ Lupin III پخش شد. با اینکه این سری هم‌اکنون بسیار محبوب است آن زمان پخش انیمه لغو شد و تنها ۲۳ قسمت از آن پخش شد. سری دوم (در ۱۹۷۷ آغاز شد) موفقیت بیشتری کسب کرد و تا ۱۵۵ قسمت پیش رفت.
از نمونه‌های دیگر این تجربیات سری تلویزیونی Heidi, Girl of the Alps در سال ۱۹۷۴ بود که توسط Isao Takahata ساخت شد. فروش این انیمه در ژاپن چندان موفق نبود، چرا که داستانی درام و واقع گرایانه برای کودکان بود، در حالی که شبکه‌های تلویزیونی فکر می‌کردند کودکان به سمت دنیای فانتزی بیشتر جذب می‌شود. فروش جهانی هایدی به خصوص در کشورهای اروپای موفقیت‌آمیز بود، و این موفقیت باعث شد تا ژاپن اجازه دهد هایائو میازاکی و تاکاهاتا سری انیمه‌های که براساس کتاب بودند را آغاز کنند. میازاکی و تاکاهاتا اواخر دهه ۷۰ از استودیو Nippon Animation خارج شدند. انیمه‌های تحسین شدهٔ میازاکی در طول دهه 70: Future Boy Conan (1978) و Lupin III: The Castle of Cagliostro (1979) بودند
در طول این مدت، انیمیشن‌های ساخت ژاپن به کشورهای اروپایی راه پیدا کرد و مخاطبین آن کودکان اروپایی و ژاپنی بودند، که نمونهٔ برجستهٔ آن هایدی بود و همچنین Barbapapa و Vicky the Viking. ایتالیا، اسپانیا و فرانسه به محصولات ژاپن که با قیمت کم عرضه می‌شد، علاقمند شدند.
ژانر دیگری که در این دوره آغاز شد mecha بود. از کارهای اولیه در این ژانر Mazinger Z (1972-1974)، Science Ninja Team Gatchaman (1972-1974)، Space Battleship Yamato (1974-1975) و Mobile Suit Gundam (1979-80) بودند.
از انیمه‌های که مخاطبینشان دختران بودند در این دهه می‌توان به Candy Candy و Rose of Versailles اشاره کرد که محبوبیت زیادی در ژاپن و بعدها در جهان پیدا کردند.
تا ۱۹۷۸ بیش از ۵۰ سری در تلویزیون پخش شدند.

## انیمه در دهه ۸۰
پس از موفقیت تجاری جنگ ستارگان (Star Wars), توجهات بیشتری به سمت انیمه‌های اپرای فضایی جلب شد تا جایی که اپرای فضایی ناو فضایی یاماتو (Space Battleship Yamato) به صورت فیلم سینمایی ساخته شد. انیمه‌یMobile suit Gundam (1979) هم ناموفق بود و در سال ۱۹۸۲ به صورت فیلم سینمایی ساخته شد. موفقیت ورژن تئاتری/سینمایی Yamato و Gundam شروع انفجار انیمه در دهه ۱۹۸۰ و دومین عصر طلایی سینمایی ژاپن هستند.
یک شاخهٔ فرهنگی در ژاپن که بعدها خود را Otaku نامیدند، مجله‌هایی همچون Animage و بعد Newtype را راه اندازی کردند. این مجلات در پاسخ به جمعیت روزافزون شیفتگان مشتاق نمایش‌هایی همچون Yamato و Gundam در اواخر دهه ۱۹۷۰ و اوایل ۱۹۸۰ به وجود آمدند.
اگرچه جنگ ستارگان در ایالات متحده هم از محبوبیت بالایی برخوردار بود ولی تأثیر چندانی بر ارتقای سطح انیمه نداشت.
در سال 1978 Gatchman بازسازی و تصحیح شد و به نبرد سیاره‌ها (Battle of Planets) تبدیل شد. در سال ۱۹۸۶ باردیگر به عنوان G_Force منتشر گرید.
ناو فضایی یاماتو(Space Battleship Yamato) هم در سال ۱۹۷۹ بازسازی و تصحیح شد و به عنوان پیک ستاره (Star Blazers) درآمد. سری‌های Macross با انیمهٔ قلعه فرابعد ماکروس (The Super Dimension Fortress Macross) شروع شدند (۱۹۸۲)، که اقتباسی از این سری در ۱۹۸۵ با عنوان نخستین بخش و آرک روبوتک (arc of Robotech) به انگلیسی ساخته شد و در واقع ترکیبی از سه عنوان انیمه ای بود: The Super Dimension Fortress Macross, Super Dimension Cavalry Southern Cross and Genesis Climber Mospeada.
دنبالهٔ Mobile Suit Gundam, با عنوان Mobile Suit Zeta Gundam (1985)، موفق‌ترین اپرای فضایی روبات رئال در ژاپن شد که به‌طور متوسط ۶٫۶ درصد و حتی تا ۱۱٫۷ درصد آمار تلویزیونی را کسب کرده بود.
با تبلیغات Mamuru Oshii از Urusei Yatsura مانگای محبوب Rumiko Takahashi, شاخهٔ فرهنگی (ساب کالچر) اوتاکو(Otaku) بیش از پیش شناخته شد(۱۹۸۱). یاتسورا در واقع Takahashi را به یک نام معتبر تبدیل کرد و Oshii از فرهنگ طرفداران فاصله گرفت و رویکرد قویتری را در فیلم رویاپرداز زیبا (Beautiful Dreamer) به کار برد. این جدایی از ساب کالچر Otaku به Oshii اجازه داد تا در این عرصه فراتر برود.
در این دوره ساب کالچر Otaku تأثیر بسزایی بر فعالان این صنعت نهاد. مشهورترین آن‌ها گروه آماتور فیلم‌سازی Daicon بود که بعد به Gainax تبدیل شد. کار Gainax با ساخت صحنه‌های علمی تخیلی برای Daicon شروع شد، Gainax به قدری در میان Otakuها محبوب بود که به آن‌ها فرصتی داده شد تا ادارهٔ پرهزینه‌ترین انیمه آن زمان یعنی «نیروی فضایی سلطنتی: بالهای اونامیسو» (Royal Space Force: The Wings of Honnêamise) را به عهده بگیرند (۱۹۸۷).
در این دوره یکی از تأثیرگذارترین انیمه‌های کل تاریخ به نام «ناوسیکا از دره باد» (Nausicaä of the Valley of the Wind) ساخته شد(۱۹۸۴). این فیلم اعتبار فوق‌العاده زیادی به انیمیشن بخشید بطوریکه بلافاصله پس از انتشار این انیمه بودجه‌های فراوانی به پروژه‌های تجربی و جاه طلبانه تعلق گرفت. از دیگر تأثیرات آن فرصتی بود که در اختیار کارگردان Hayao Miyazaki و همکار قدیمی اش Isao Takahatu قرار گرفت تا استودیوی خود را تحت نظارت Toshio Suzuki ,ادیتور سابق Animage , افتتاح کنند. این استودیو با نام Ghibli شناخته شد و نخستین فیلم آن «لاپوتا: قلعه ای در آسمان»(Laputa: Castle in the Sky) (1986) بود. این اثر یکی بلندپروازانه‌ترین فیلم‌های Miyazak بود.
اثر موفق «گوی اژدها»(1986) (Dragon ball)معرفی کنندهٔ ژانر هنرهای رزمی بود. این ژانر تأثیر خارق‌العاده ای بر صنعت انیمیشن ژاپن داشت. این جریان انیمه‌های رزمی بعدی را تحت تأثیر قرار داد و باعث ساخت سری‌های: یو یو هاکوشو(1990) (YuYu Hakusho)، وان پیس (One Piece)(1999) و ناروتو (Naruto) (2002) گردید.
در دهه ۱۹۸۰ انیمه به شکل ویدیو انیمیشن اورجینال OVA به بازار ویدیوی خانگی پا گذاشت. نخستین OVA (اووی‌اِی) Dallos اثر مامورو اوشی بود (۱۹۸۳–۱۹۸۴). نمایش‌هایی همچون patlabor کار خود را از این بازار شروع کردند و اثبات کردند که راهی برای تست کردن انیمیشن‌های کم فروش دربرابر مخاطبان وجود دارد. OVA اجازهٔ انتشار انیمه‌های پور---نوگرافیکی همچون خامهٔ لیمویی (Cream lemon)(1984); نخستین he---ntai (ژانر پور—ن) OVA بود که ساخته گروهی ناآشنا با نام بچه‌های شگفت‌انگیز استودیوی Lamila Anime بود که در ۱۹۸۴ عرضه گردید.
در دهه ۱۹۸۰ شاهد ترکیب انیمه با بازی‌های ویدیویی بودیم. انتشار فوتون قرمز زیلیون (Red Photon Zillion)(1987) و به دنبال آن ساخت بازی آن فرصتی برای بازاریابی Sega به منظور افزایش فروش Master system (مستر سیستم)های جدید خود در ژاپن بود.
انیمه‌های ورزشی نیز در این دهه در سال ۱۹۸۳ با ساخت شده انیمه‌ای از مانگای فوتبالی کاپیتان سوباسا (Captain Tsubasa) اثر یوایچی تاکاهاشی، وارد بازار شدند. این انیمه نخستین انیمهٔ ورزشی موفق در جهان است. تم‌ها و داستان‌های این انیمه الگویی برای انیمه‌های ورزشی بعد قرارگرفت. از جمله این انیمه‌ها slam-dunk، شاهزادهٔ تنیس و حفاظ چشم 21 (Eyesheild) بودند.
در اواخر دهه ۱۹۸۰ شاهد افزایش شمار فیلم‌های تجربی با بودجه‌های بالا بودیم. در 1985 Toshio Suzuki کمک کرد تا بودجهٔ فیلم تجربی Oshii به نام تخم فرشته (angel's egg) فراهم شود. اجراهای تئاتری باشکوه تر گردید به طوریکه هر فیلم سعی داشت با جای دادن نشانه‌هایی از موفقیت بزرگ Nausicaa در داستان خود از ساخته‌های پیشین برتری یابد. شب در راه‌آهن کهکشانی (night on the Galactic railroad) (1985, افسانهٔ جنجی (tale of Genji) (1986) و مدفن کرم‌های شب تاب (۱۹۸۸) همه فیلم‌هایی باشکوه بودند که بر اساس آثار ادبی ژاپن ساخته شده بودند. به فیلم‌هایی نظیر ضد حمله چار (char's counter attack)(1988) و Arion(1986) بودجه‌های سنگین و بی نظیر تعلق گرفت. دورهٔ ساخت این فیلم‌های آزمایشی با بودجه‌های بالا با ساخت دو فیلم از پرهزینه‌ترین انیمه‌های جهان به نام نیروی فضایی سلطنتی، بال‌های هونه‌میسا (Royal Space Force: The Wings of Honneamise) (1987) و آکیرا(۱۹۸۸) به اوج خود رسید. خدمات تحویل رسانی کیکی (Kiki's Delivery Service)(1989) اثر استودیو Ghibli پرفروش‌ترین فیلم ۱۹۸۹ بود که حدود ۴۰ میلیون دلار از گیشه‌های بلیط خود به دست آورد.
آکیرا علی‌رغم شکست تجاری در ژاپن، طرفداران بسیاری را در سطح بین‌المللی کسب نمود. این فیلم به ابزار ضربهٔ فرقه ای و درنهایت سمبلی برای رسانه‌های غرب تبدیل شد. شکست خانگی و موفقیت بین‌المللی آکیرا با انفجار اقتصاد حباب و مرگ Osamu Tezuka در ۱۹۸۹ همراه شد و جهان را به عصر انیمه ای دهه ۱۹۸۰ نزدیک کرد.

## انیمه در دهه ۹۰
در سال ۱۹۹۵، هیدآکی آنو انیمهٔ Neon Genesis Evangelion را نوشت و کارگردانی کرد. این انیمه بین طرفداران ژاپنی محبوب شد و مورد توجه رسانه‌های عمومی قرار گرفت. این باور وجود داره که، آنو قصد داشته انیمه ای در سبک و علاقه ای اوتاکوها رو در صنعت انیمه احیا کنه، ولی در طول تولید، انیمه انتقاد شدیدی به زیر شاخه‌ها پیدا کرد، و در آخر با اکران فیلم The End of Evangelion (1997)، مجموع فروش انیمه به ۱۰ میلیون دلار رسید. آنو قصد کرد تا فیلم‌های لایو اکشن تهیه کند. بعضی از بخش‌های Evangelion دارای خشونت و جنسی گرایی زیادی بود که TV Tokyo مجبور شد آن‌ها را سانسور کند. در نتیجه، وقتی Cowboy Bebop (1998) نخستین بار پخش شد، به شدت ادیت شده بود و تنها نیمی از اپیزودها پخش شدند، با این حال این انیمه نیز مورد توجه رسانه‌ها قرار گرفت و خیلی زود در ژاپن و خارج از آن به انیمه معروفی تبدیل شد.
ساخت سری نمایش‌های مکا(mecha) که به آن‌ها post Evangelion یا organic می‌گفتند با انیمه Evangelion آغاز شد. بیشتر این نمایش‌ها در واقع روبات‌های غول آسا همراه با نوعی داستان مذهبی یا پیچیده بودند. از جمله این نمایش‌ها Rahxephon, قدرت مغز (brain powered) و Gasaraki بود.
این امر همچنین منجر به تولید نمایش‌های تلویزیونی شبانگاهی به‌طور آزمایشی گردید، این سری آزمایشی با سری Experiments Lain ساخت ۱۹۹۸ آغاز شد، بخش شبانگاهی زمانی شد برای پخش انیمه‌های تجربی مانند Boogiepop Phantom (2000)، Texhnolyze (2003) و Paranoia Agent (2004)، شد.
فیلم‌های انیمه ای تجربی و آزمایشی نیز در دهه ۱۹۹۰ پخش شدند از جمله این سری می‌توان به تبلیغ ویژهٔ انیمه thriller Ghost in the Shell (1995) اشاره کرد، که می‌توان گفت در کنار Megazone 23 بر ساخت The Matrix تأثیر بسزایی داشتند.
Ghost in the shell در کنار Evangelion و neo-noir western cowboy bebop سبب رشد هرچه بیشتر آگاهی و توجه بین‌المللی نسبت به انیمه گردید که درقدم اول در پی موفقیت Akira متولد شده بود.
در دهه ۱۹۹۰ نیز شاهد احیای ژانر اَبر ربات‌ها هستیم که زمانی در دهه ۱۹۶۰ و ۱۹۷۰ محبوب بودند منتها بعد از آن کمتر ساخته شدند، دلیل این امر به دلیل افزایش محبوبیت ژانر رباتهای واقعی مانند سری گاندام و ماکروس در ۱۹۸۰، و همچنین ژانر مکا-روانشناختی مثل انیمهٔ Neon Genesis Evangelion در دهه ۱۹۹۰، ری گاندام و ماکروس در ۱۹۸۰، و همچنین ژانر مکا-روانشناختی مثل انیمهٔ بودند ولی به دلیل افزایش محبوبیت ژانر رباتهای بود. احیای ژانر اَبر ربات با سری Brave (Yuusha) آغاز شد، نخستین بخش این سری Brave Exkaiser بود که در ۱۹۹۰ پخش شد، به جز این سری، انیمه‌های دهه ۱۹۷۰ در این ژانر دوباره ساخته شدند، از جمله سری Getter Robo Go و Tetsujin-28 go FX. بعد از این دو سری انیمه‌های دیگری نیز در این ژانر ساخته شدند ولی محبوبیتی پیدا نکرند تا سال ۲۰۰۷ که انیمهٔ Tengen Toppa Gurren Lagann پخش شد.
در کنار ژانر اَبر روبات‌های، ژانر رباتهای واقعی نیز در دهه۹۰ رشد نزولی داشت. با اینکه چندین سری گاندام در این دهه ساخته شد ولی تنها تعداد کمی از آن‌ها موفق بودند. تنها سری‌های گاندام در دهه ۹۰ که رتبه تلویزیونی آن‌ها در ژاپن به بالای ۴٪ رسید، Mobile Fighter G Gundam (1994) و New Mobile Report Gundam Wing (1995) بودند. تنها در سال ۲۰۰۲ و بعد از پخش Mobile Suit Gundam SEED بود که ژانر رباتهای واقعی دوباره محبوبیت خود را بدست آوردند.
در دهه ۱۹۹۰ بود که از سری بازی پوکمون (Pokemon)، انیمه ای تلویزیونی ساخته شد که همچنان ادامه دارد و البته فیلم‌های انیمه ای، کارتهای بازی، اسباب بازی و غیره نیز از این سری ساخته شده‌است. از دیگر سری انیمه‌های ساخت دهه ۱۹۹۰، Dragon Ball Z، Sailor Moon و Digimon بودند که محبوبیت جهانی پیدا کردند، این موفقیت باعث شد تا ژانر ابر قهرمان و هنرهای رزمی و ژانر دختران جادویی (mahō shōjo) مورد توجه مخاطبین بین‌المللی قرار گیرد. به خصوص دراگون بال زی و سیلور مون در کشورهای مختلف دوبله و پخش شد. موفقیت دیگر این دهه انیمهٔ One Piece بود که براساس پرفروش‌ترین مانگای تاریخ ساخته شده‌است، و همچنان ادامه دارد.
در ۱۹۹۷، هایائو میازاکی، پر خرج‌ترین فیلم انیمه ای آن زمان را تهیه کرد: شاهزاده مونونوکه. تهیه این فیلم انیمه ای ۲۰ میلیون دلار هزینه داشت. میازاکی شخصاً تمام ۱۴۴۰۰۰ صفحه طراحی شدهٔ فیلم را بررسی کرد و ۸۰۰۰۰ بخش آن‌ها را برای طراحی دوباره فرستاد.
در سال ۱۹۹۸، بیش از ۱۰۰ انیمه در تلویزیون ژاپن پخش می‌شد.

## انیمه در دهه ۲۰۰۰
در دهه ۲۰۰۰ همچنان گرایش «دوره ی- Evangelion» ادامه یافت و انیمه‌های مانند RahXephon (2002) و Zegapain (2006) تحت تأثیر انیمه Evangelion ساخته شدند. انیمه RahXephon همچنین قصد داشت سبک و استایل مکای دهه ۱۹۷۰ را دوباره احیا کند.
انیمه‌های ژانر ربات واقعی که در طول دهه ۱۹۹۰ رد شده بودند، از سال ۲۰۰۲ به بعد با موفقیت انیمه‌های Mobile Suit Gundam SEED(2002)، Eureka Seven (2005)، Code Geass: Lelouch of the Rebellion (2006)، Mobile Suit Gundam 00 (2007) و Macross Frontier(2008)، دوباره جان تازه ای گرفتند.
سبک و استایل دهه ۷۰ انیمه‌های اَبر ربات در دهه ۲۰۰۰ دوباره احیا شد، و انیمه‌های کلاسیکی مانند Getter Robo و Dancougar دوباره ساخته شدند. همچنین انیمه‌های اورجینال و تازه ای در همین سبک و ژانر تهیه شد از جمله: Godannar و Gurren Lagann. انیمهٔ Gurren Lagann به خصوص، ژانر ابر ربات را با المنت‌های ژانر ربات واقعی دهه ۸۰ و سبک Evangelion دهه ۹۰، ترکیب کرده بود.
انیمه Gurren Lagann جایزه «بهترین تولید تلویزیون» و جایزه «بهترین طراحی کاراکتر» را در سال ۲۰۰۸ از جشنواره بین‌المللی انیمه توکیو (Tokyo International Anime Fair) دریافت کرد. این پیشرفت باعث شد تا در سال ۲۰۰۹ سری Shin Mazinger پخش شود، این انیمه بازسازی نخستین سری رباتی Mazinger Z بود.
در همین دوره یک جنبش هنری توسط تاکاشی موراکامی آغاز شد که فرهنگ قدیمی ژاپن را با هنر پست مدرن ترکیب می‌کرد، نام این جنبش Superflat بود. موراکامی قصد داشت تا فرهنگ بعد از جنگ ژاپن را از دیدگاه اوتاکوها به نمایش بگذارد. او همچنین در تلاش بود تا تقسیم‌بندی هنری «بالا» و «پایین» را از بین ببرد، برای همین superflat نام گرفت. نمایشگاه‌های هنری او مورد توجه بسیاری قرار گرفت و انیماتورهای زیادی به خصوص از استودیو ۴ °C تحت تأثیر کارهای او قرار گرفتند.
انیمه‌های که شب هنگام پخش می‌شدند در این دهه نیز ادامه یافتند و سری‌های: Boogiepop Phantom (2000)، Texhnolyze (2003)، Paranoia Agent (2004)، Gantz (2004) و Ergo Proxy (2006) در این دوره پخش شدند.
علاوه بر افزایش پخش انیمه‌های شب هنگام، در این دهه استایل moe و طراحی کاراکترهای بیشوجو (دختران زیبا) و بیشونن (پسران زیبا) آغاز شد. همچنین ژانرهای عاشقانه، هارم و بخشی از زندگی در این دوره محبوبیتشان افزایش یافت.
علاوه بر این انیمه‌های براساس ویژوال نیز ساخته شدند از جمله Green Green (2003)، SHUFFLE! (۲۰۰۶)، Kanon (سال ۲۰۰۲ و ۲۰۰۶)، Higurashi no Naku Koro ni (2006)، Ef: A Tale of Memories (2007)، True Tears (2008) و Clannad (سال ۲۰۰۸ و ۲۰۰۹).
انیمه‌های دیگر براساس مانگا و سری لایت ناول‌های مختلف و محبوبی تهیه شدند، کارهای مانند اینویاشا (۲۰۰۰)، ناروتو (۲۰۰۰)، فول متال الکمیست (۲۰۰۳)، مانستر (۲۰۰۴)، بلیچ (۲۰۰۴)، روزن میدن (۲۰۰۵)، انیمیشن آریا (۲۰۰۵)، دفترچه مرگ (۲۰۰۶)، موشیشی (۲۰۰۶)، لاکی استار (۲۰۰۷)، تورادورا! (۲۰۰۸–۲۰۰۹)، باکمونوگاتاری (۲۰۰۹)، و سری انیمه فری تیل (۲۰۰۹). این انیمه‌ها در طول سال‌های پخش طرفداران بسیاری پیدا کردند. در عین حال عناوین اورجینالی موفقیت چشم‌گیری پیدا کردند.
در دهه ۲۰۰۰ ساخت انیمه با گرایش به سمت زیرشاخه فرهنگی اوتاکو افزایش یافت. یکی از انیمه‌های معروف ساخت آن زمان در سال ۲۰۰۶ انیمه Welcome to the N.H.K بود، انیمه ای که به شخصیت اول آن یک هیکیکوموریست (فردی که از اجتماع دوری گزیده) و با تأثیرات و عواقب زیرشاخه‌های فرهنگی ژاپن، از جمله اوتاکو بودن، لولیکون، خودکشی اینترنتی، بازی‌های آنلاین و بازاریابی شبکه ای مواجه می‌شود.
علاوه بر انیمه‌های گفته شده، انیمه‌های شب هنگامی نیز برای غیر-اوتاکوها تهیه شد. نخستین پخش در شبکه فوجی تی وی انجام شد. مخاطب این سری انیمه‌ها خانم‌های جوان و دانشجویی بودند که تعداد کمی از آن‌ها انیمه نگاه می‌کرد. نخستین انیمه تهیه شده برای این دسته Honey and Clover بود که رتبه تلویزیونی آن به ۵٪ رسید و موفقیت خوبی داشت. پروژه پخش انیمه‌های با این سبک در بخش شبانگاهی از آوریل ۲۰۰۵ آغاز شد و موفقیت‌های قابل توجهی داشت.
در این دهه کارتون‌های آمریکای نیز احیا شدند از جمله Transformers که با سری‌های مختلفی ما بین سال‌های ۲۰۰۰ تا ۲۰۰۵ پخش شد.
در این دهه انیمه‌های مختلف دیگری نیز دوباره احیا شدند، از جمله Fist of the North Star: The Legends of the True Savior (مشت ستارهٔ شمال :افسانهٔ نجات دهندهٔ واقعی) (۲۰۰۶) و Dragon Ball Z Kai (2009). در اواخر دهه ۲۰۰۰ و شروع دهه ۲۰۱۰ انیمه‌های دیگری نیز دوباره بازسازی شدند مانند: Rebuild of Evangelion (2007) و انیمهٔ جدیدی از مانگای Appleseed XIII (2011) و مانگای Ghost in the Shell: Arise (2013-2016).
در این دوره ساخت فیلم‌های انیمه ای با بودجه‌های بالا نیز صورت گرفت مانند، Millennium Actress (2001)، Metropolis (2001)، Appleseed (2001)، Paprika (2006) و همچنین پرخرج‌ترین فیلم انیمه ای آن زمان Steamboy (2004) که ۲۶ میلیون دلار هزینه ساخت آن شد. ساتوشی کن (Satoshi Kon) همراه با اوتومو و اوشی کارگردان‌های معروف آن زمان بودند، پیش از آن که ساتوشی در ۴۶ سالگی فوت کند. از کارگردان‌های جوان آن زمان، مامورو هوسودا بود که انیمه‌های The Girl Who Leapt Through Time (2006) و Summer Wars (2009) را ساخته‌است.
در طول این دهه انیمه‌های زیادی نامزد یا برندهٔ جوایز بین‌المللی شدند. در سال ۲۰۰۲، انیمهٔ Spirited Away ساخت استودیو Ghibli به کارگردانی هایائو میازاکی برندهٔ جایزه خرس طلایی جشنواره بین‌المللی فیلم برلین شد و در ۲۰۰۳ در ۷۵امین جشنوارهٔ Academy Awards برندهٔ بهترین انیمیشن سال شد. این نخستین باری بود که فیلم غیر آمریکایی برندهٔ جایزه می‌شود. همچنین این فیلم انیمه ای پرفروش فیلم در سطح جهانی بود که باکس آفیس آن به ۲۷۴ میلیون دلار آمریکا رسید.
بعد از آن پخش انیمه در شبکه‌های آمریکای از جمله کارتون نتورک و تونامی رشد چشمگیری داشت. انیمه‌های که برای کودکان مناسب بودند از جمله: پوکمون، یو گی اوه!، دیجیمون، دورائمون، باکوگان، بیبلید در این شبکه‌ها پخش شدند و البته ورژن سانسور شدهٔ وان پیس توسط شبکه 4Kids.
در این دوره شاهد ساخت انیمیشن‌های هستیم که تحت تأثیر انیمه خلق شدند، معروفترین آن‌ها Avatar: the Last Airbender هستش و بعد از آن The Legend of Korra, Ben 10, Chaotic, Samurai Jack, The Boondocks, RWBY و انیمیشن Teen Titans ساخته شدند.
در جشنواره فیلم کن سال ۲۰۰۴، انیمهٔ Ghost in the Shell 2: Innocence به کارگردانی مامورو اوشی، نامزد دریافت Palme d'Or شد و در ۷۸امین جشنواره آکادمی اَواردز، فیلم انیمه ای Howl's Moving Castle (قلعه متحرک هاول) از ساخت‌های دیگر استودیو Ghibli و به کارگردانی هایائو میازاکی نامزد جایزه بهترین انیمیشن شد. فیلم انیمه ای 5 Centimeters Per Second به کارگردانی ماکوتو شینکای در سال ۲۰۰۷ برندهٔ جایزهٔ بهترین فیلم انیمیشنی جشنواره آسیای شرقی شد.
تا سال ۲۰۰۴، بیش از ۲۰۰ انیمه از تلویزیون پخش می‌شد.

## انیمه در دهه ۲۰۱۰
در سال ۲۰۱۲، تونامی در بخش بزرگسالان خود انیمه‌های سانسور نشده‌ای را پخش کرد. همراه با پخش انیمه‌های قدیمی، انیمه‌های جدیدی نیز دوبله شد مانند: Durarara!! (۲۰۱۰)، Deadman Wonderland (2011)، Hunter x Hunter (2011)، Sword Art Online (2012)، Attack on Titan (2013)، Kill la Kill (2013)، Space Dandy (2014)، Akame ga Kill! (۲۰۱۴)، Parasyte -the maxim-(2014)، و One Punch Man (2015).
در ۶ام سپتامبر سال ۲۰۱۳ف هایائو میازاکی اعلام کرد انیمهٔ The Wind Rises آخرین فیلم او خواهد بود و در ۳ام اوت ۲۰۱۴ استودیو Ghibli فیلم انیمه ای When Marnie Was There را اکران کرد که نشان می‌داد هایائو میازاکی جداً قصد بازنشستگی دارد. فروش نا موفق انیمه The Tale of Princess Kaguya (2013) نیز یکی از فاکتورهای این موضوع بود. علاوه بر این در این دهه کمپانی‌های انیمه ای بین‌المللی مانند ADV Films, Bandai Entertainment و Geneon Entertainment به دلیل درآمد کم بسته شدند، افراد این کمپانی‌های به Sentai Filmworks و کمپانی‌های دیگر پیوستند.